# Ladysmith
Ladysmith è una città del Sudafrica, nella provincia del KwaZulu-Natal. Si trova a circa 180 km a nord-ovest di Durban ed a circa 320 km a sud-est di Johannesburg. La città fu costruita nel 1850 lungo la rotta commerciale che da Port Natal sull'Oceano Indiano portava alle miniere d'oro del Transvaal. Durante la seconda guerra boera il territorio di Ladysmith fu teatro di importanti battaglie di cui la città conserva i ricordi attraverso numerosi musei e memoriali. Oggi Ladysmith è un importante nodo ferroviario e di smistamento. L'economia si basa principalmente sulla commercializzazione e distribuzione di prodotti agricoli. Sono presenti industrie di trasformazione dei prodotti alimentari e miniere di estrazione del carbone.

## Geografia fisica
Ladysmith si trova nel nord-ovest della provincia del KwaZulu-Natal, a circa 1000 metri di altitudine, sulla riva sinistra del fiume Klip detto fiume di pietra, (affluente del Tugela), sulle pendici orientali dei monti dei Draghi (Drakensberg).
La città è collegata da due importanti Strade nazionali: la N3 che la collega a sud con il porto di Durban e a nord-ovest con Johannesburg, e la N11 che si dirama dalla N3 e la collega a Ermelo a nord. A circa 45 km dalla città lungo la N3 verso Johannesburg, si trova il passo di Van Reenen sui monti Drakensberg che segna il confine con la provincia del Free State.
La città è stata costruita praticamente nell'alveo alluvionale del fiume Klip, questa decisione, se al tempo della fondazione poteva fornire il vantaggio di offrire una certa protezione contro le tribù native, presenta però il problema di esporre fortemente la città nei confronti delle esondazioni del fiume. Un tentativo di controllo delle inondazioni è stato fatto con la costruzione della diga di Windsor nel 1949. Purtroppo, la diga si è rapidamente insabbiata a causa del limo del fiume che ha portato la sua capacità di stoccaggio a circa il 5%, rendendola di fatto inutile contro le alluvioni. Per risolvere il problema è stato quindi necessario costruire una nuova diga, più a valle della precedente, posta a circa 4 km da Ladysmith. La diga, completata nel 1997, è stata chiamata inizialmente Mount Pleasant, e poi rinominata Qedusizi, da una parola zulu che significa fine della sofferenza.
A 25 chilometri a sud-ovest da Ladysmith si trova la Riserva Naturale di Spioenkop che è uno dei più popolari "santuari" della fauna selvatica in Sudafrica dove si possono incontrare animali come il rinoceronte, la giraffa e la zebra.

## Storia

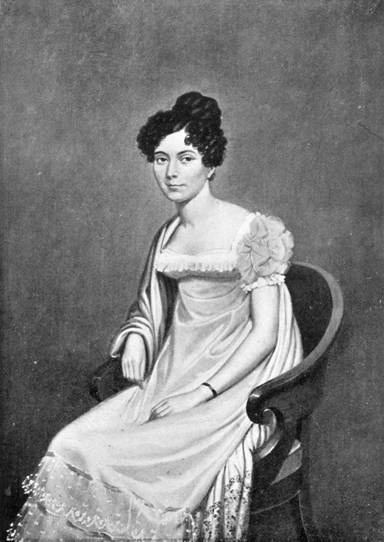
Ritratto di Juana Maria de los Dolores de Leon all'età di 17 anni

La città fu fondata nel 1847, da un gruppo di Voortrekker che avevano acquistato il terreno dal re Zulu Mpande, sul quale subito dopo fondarono una repubblica indipendente chiamata la Repubblica di Fiume Klip.
Poco tempo dopo il governo britannico intervenne e annesse lo stesso anno la repubblica ed il 20 giugno del 1850 vi instaurò un distretto amministrativo chiamato Klip River District nominando la città Windsor.
L'11 ottobre 1850 il nome venne cambiato in Ladysmith in onore di Juana Maria de los Dolores de Leon Smith, moglie spagnola di Sir Harry Smith, Governatore della Colonia del Capo e alto commissario in Sudafrica dal 1847 al 1852.
Durante la Seconda Guerra Boera Ladysmith divenne il centro delle operazioni britanniche per la difesa del Natal dalle truppe boere. Il 2 novembre 1899, dopo la sconfitta subita dalle truppe britanniche nella Battaglia di Ladysmith, i Boeri cinsero d'assedio la città. L'assedio si protrasse per 118 giorni, ma la città benché stremata e priva di viveri non si arrese. IL 28 febbraio 1900, grazie all'intervento ripetuto delle truppe britanniche comandate dal generale Sir Redvers Buller, l'assedio venne rotto e la città liberata.

## Monumenti e luoghi d'interesse
- Museo dell'Assedio

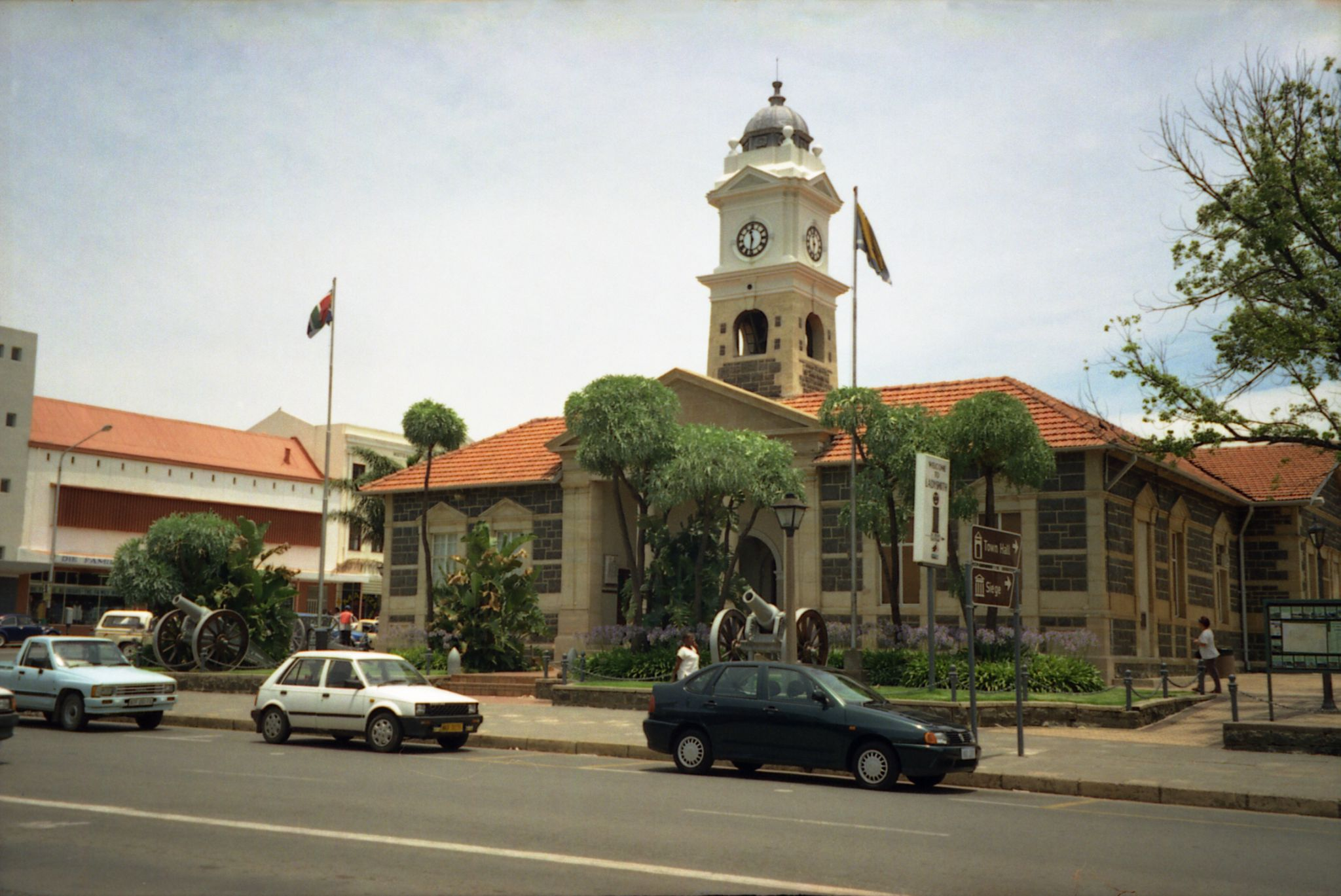
Museo con all'ingresso obici britannici detti Castor and Pollox

Il museo dell'Assedio (Siege museum) si trova in un edificio nei pressi del Municipio della città. Costruito nel 1884 come mercato fu utilizzato durante l'assedio come punto di distribuzione dei razionamenti alimentari. Nel 1965 l'edificio fu adibito a museo e biblioteca, e nel 1985 fu definitivamente destinato a museo. Ospita oltre 60.000 fra documenti, fotografie e oggetti che si riferiscono per la maggior parte all'assedio della città durante la seconda guerra boera del 1899 - 1902, in particolare per quanto riguarda il coinvolgimento britannico. Il museo ospita un diorama  raffigurante Ladysmith al tempo dell'assedio. Nei pressi del museo, di fronte all'ingresso del municipio, sono conservati alcuni cannoni usati durante la guerra, fra cui due obici detti Castor e Pollox.
- Platrand/Wagon Hill

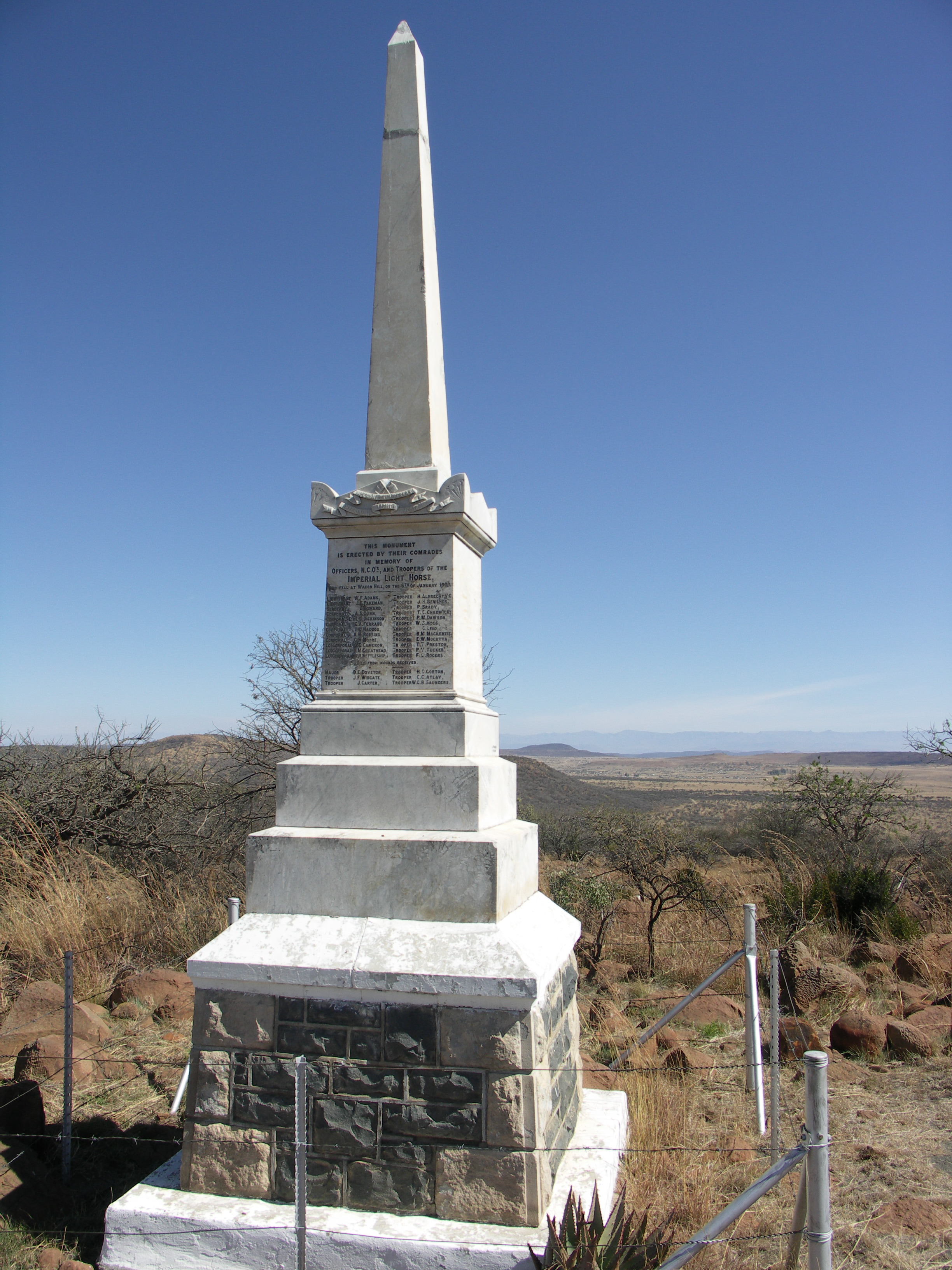
Imperial Light Horse Memorial a Platrand

In quest'area, poco a sud della città, fu combattuta un'aspra battaglia il 6 gennaio 1900 in cui perirono molti soldati britannici e boeri. A ricordo della battaglia e dei suoi morti vi sono stati eretti diversi memoriali. A Platrand si trovano i memoriali dei reggimenti britannici Imperial Light Horse e Devonshire, mentre sulla Wagon Hill si trova il Burgher Memorial eretto in onore dei soldati boeri.

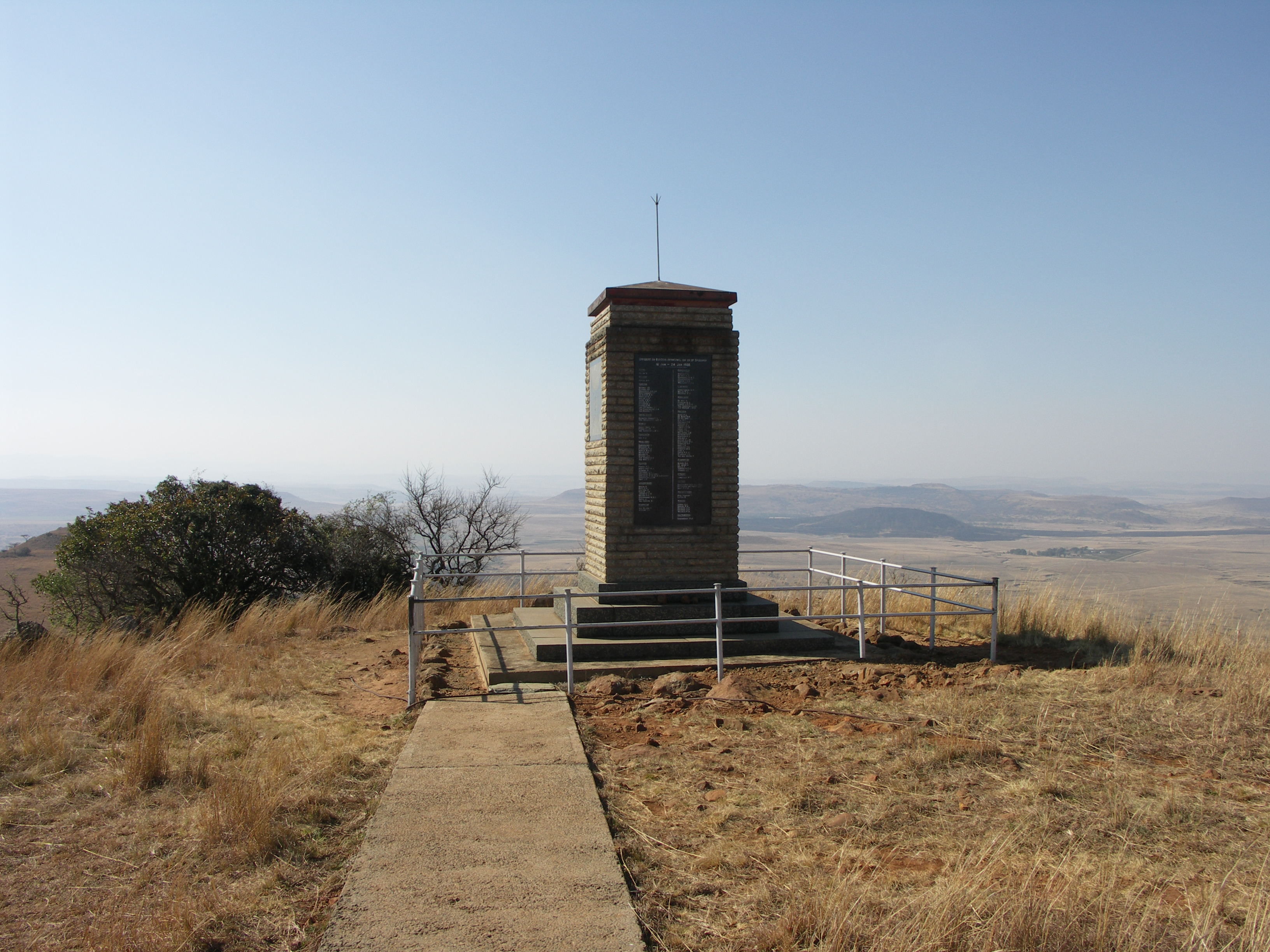
Boer Memorial di Spion Kop

- Spion Kop

Spion Kop o Spioenkop è una collina alta circa 400 metri dal suolo (circa 1.400 m s.l.m.) che si trova a circa 28 km a sud-ovest di Ladysmith, lungo il fiume Tugela.
Qui il 23 e 24 gennaio 1900 è stata combattuta un'importante battaglia della seconda guerra boera che si è conclusa con la sconfitta delle truppe britanniche. Vi si trovano alcuni memoriali eretti in ricordo dei soldati dei vari battablioni periti nello scontro.

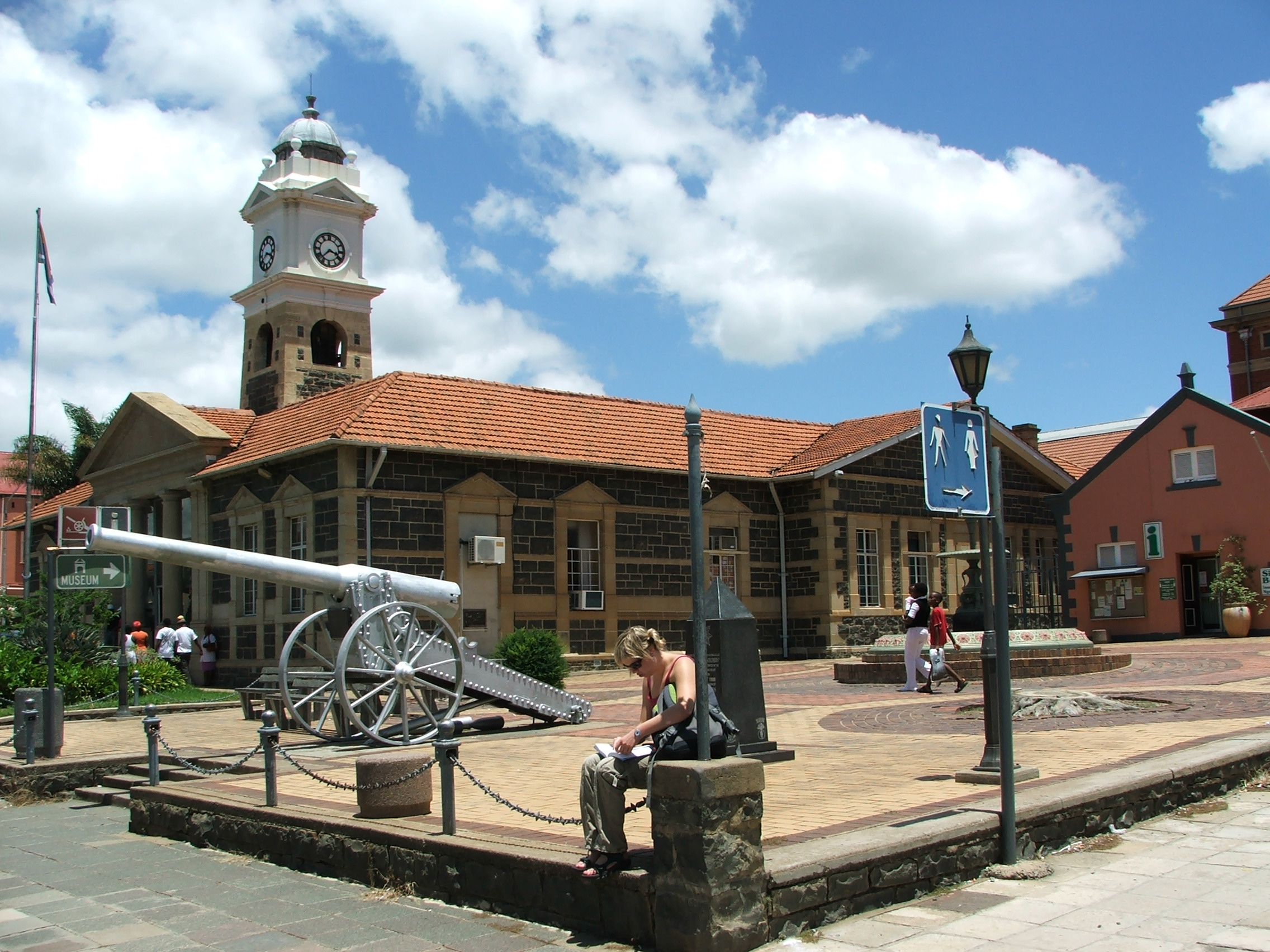
Cannone Creusot Long Tom presso il municipio di Ladysmith

- Umbulwane

Umbulwane, che in lingua zulu significa Piccola montagna, è una collina dalle scarpate molto ripide che si erge sull'altopiano a pochi chilometri a sud est di Ladysmith. Durante l'assedio di Ladysmith i Boeri utilizzarono squadre di buoi per tirare sulla montagna i loro cannoni Creusot, detti Long Tom, che avendo una portata di circa 10 km, erano in grado di raggiungere Ladysmith. UNo di questi cannoni è conservato sulla piazza davanti al municipio di Ladysmith. Oggi la cima della collina può essere comodamente raggiunta anche in macchina attraverso una serie di sentieri. La montagna ha un significato storico e religioso per il popolo dei Boscimani. Ai piedi della montagna si trova un villaggio Zulu che ai tempi dell'apartheid era stato abbandonato dagli indigeni a causa delle leggi allora vigenti.
- Riserva Naturale di Spioenkop

La riserva occupa un'area di circa 6.000 ettari intorno al bacino artificiale creato dalla diga sul fiume Tugela. All'interno della riserva si trova anche il sito storico della collina di Spion Kop ove fu combattuta la battaglia fra britannici e boeri per la conquista di Ladysmith. Le specie animali presenti nella risarva sono molte; principalmente vi si trovano: rinoceronte bianco, giraffe, zebre, gnu e una vasta varietà di antilopi.